# Нарбут, Михаил Александрович
Михаил Александрович Нарбут (1837—1917) — русский военный деятель. Генерал от инфантерии (1903).  Член Военного совета Российской империи (1903).

## Биография
Родился 14 (26) января 1837 года в семье подполковника Александра Андреевича Нарбута. Его братья: Василий (1846—1917, генерал-лейтенант), Александр (1840—1910, генерал-майор, интендант Виленского военного округа), Николай.
В службу вступил в 1855 году. В 1860 году после окончания Михайловско-Воронежского кадетского корпуса и Константиновского артиллерийского училища произведён в подпоручики и выпущен в Литовский лейб-гвардии полк. Участник Крымской войны. В 1862 году был произведён в поручики, в 1863 — в штабс-капитаны. В 1863 году участвовал в усмирении Польского мятежа.
В 1866 году после окончания Николаевской военной академии по 1-му разряду был произведён в капитаны, в 1867 году — в подполковники и в полковники с назначением начальником Казанского пехотного юнкерского училища. С 1876 года — штаб-офицер для особых поручений при Главном управлении военно-учебных заведений. В 1878 году произведён в генерал-майоры с назначением генералом для особых поручений при Главном управлении военно-учебных заведений.
С 1882 года — помощник начальника Главного управления казачьих войск. В 1888 году был произведён в генерал-лейтенанты.
С 1897 года был членом Военно-учёного комитета и с 1903 года членом комитета Главного штаба Русской императорской армии.
В 1903 году произведён в генералы от инфантерии с назначением членом Военного совета Российской империи.
Умер 15 (28) июля 1917 года в Петрограде.

## Награды
Награды
- Орден Святого Владимира 4-й степени с мечами и бантом (1863)
- Орден Святой Анны 2-й степени с Императорской короной (1872)
- Орден Святого Владимира 3-й степени (1880)
- Орден Святого Станислава 1-й степени (1883)
- Орден Святой Анны 1-й степени  (1886)
- Орден Святого Владимира 2-й степени  (1891)
- Орден Белого орла (1896)
- Орден Святого Александра Невского (1905).

## Семья
Был женат на дочери профессора Андрея Адамовича Роллера, Марии Андреевне (1839—1910). У них родилось шесть детей, в их числе:
- Андрей (16.07.1867[3] — ок. 1915)
- Василий (26.04.1871—1950)
- Мария (1872—22.02.1942)
- Дмитрий (21.03.1878—02.07.1879)[4]